# Herman's Hermits
 (mai 2014).
Si vous disposez d'ouvrages ou d'articles de référence ou si vous connaissez des sites web de qualité traitant du thème abordé ici, merci de compléter l'article en donnant les références utiles à sa vérifiabilité et en les liant à la section « Notes et références ».

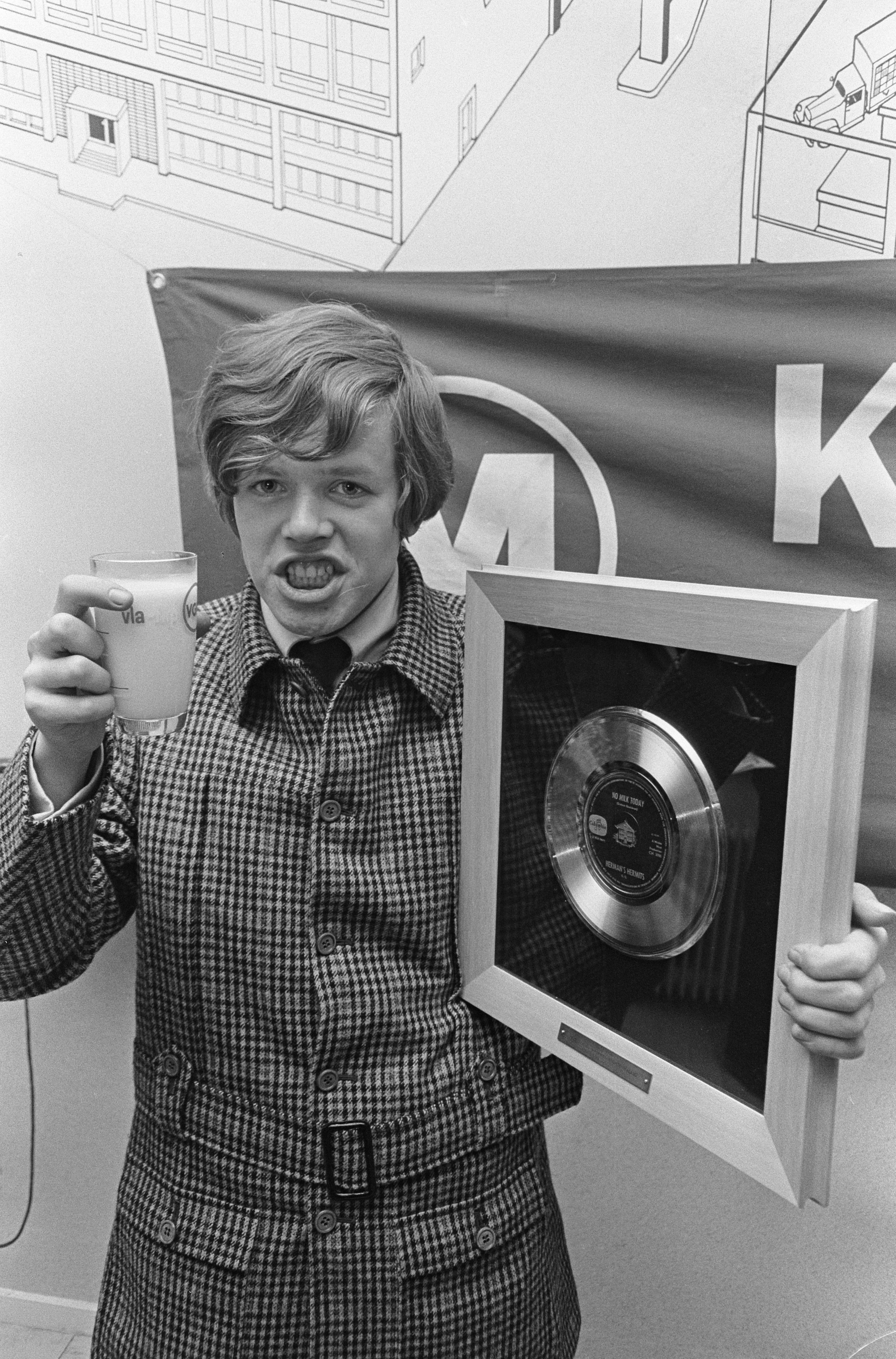
Le 16 décembre 1966, Peter Noone invité dans une laiterie industrielle d'Hilversum aux Pays-Bas, tient d'une main un disque d'or obtenu par Herman's Hermits pour No Milk Today… tout en tenant de l'autre un verre de lait.

Herman's Hermits est un groupe britannique de rock des années 1960 et du tout début des années 1970. 

## Historique
Formé à Manchester en Angleterre en 1963, le groupe est dans la lignée du mouvement British Beat apparu avec le début de carrière des Beatles. Populaire au Royaume-Uni, et surtout aux États-Unis, durant le milieu des années 1960, où il participe à la British Invasion avec des albums et de nombreux simples classés dans les charts, il est ensuite concurrencé, voire considéré comme ringardisé, par l'ascension de la vague hippie, de la pop et du rock psychédélique.
En France, leur unique véritable succès, No Milk Today, classé deuxième des ventes de simples en janvier 1967, reste considéré comme un classique des années 1960.

## Membres
- Peter Noone ("Herman") — chant
- Keith Hopwood (en) — guitare, chant
- Derek Lek Leckenby (en) — guitare, chant
- Karl Green (en) — basse, chant
- Jan Barry Whitwam — batterie

## Discographie

### Singles
| Titre                                             | Date de sortie | U.S. Billboard 200 | UK Singles Chart |
| ------------------------------------------------- | -------------- | ------------------ | ---------------- |
| I'm Into Something Good                           | 1964           | #13                | #1               |
| Show Me Girl                                      | 1964           | -                  | #19              |
| Can't You Hear My Heartbeat?                      | 1965           | #2                 | -                |
| Silhouettes                                       | 1965           | #5                 | #3               |
| Mrs. Brown, You've Got a Lovely Daughter          | 1965           | #1                 | -                |
| Wonderful World                                   | 1965           | #4                 | #7               |
| I'm Henry VIII, I Am                              | 1965           | #1                 | -                |
| Just a Little Bit Better                          | 1965           | #7                 | #15              |
| A Must To Avoid                                   | 1965           | #8                 | #6               |
| Listen People                                     | 1966           | #3                 | -                |
| You Won't Be Leaving                              | 1966           | -                  | #20              |
| Leaning on A Lamp Post                            | 1966           | #7                 | -                |
| This Door Swings Both Ways                        | 1966           | #12                | #18              |
| Dandy                                             | 1966           | #3                 | -                |
| No Milk Today                                     | 1966           | #35                | #7               |
| East West                                         | 1966           | #27                | #37              |
| There's a Kind of Hush (All Over The World)       | 1967           | #4                 | #7               |
| Don't Go Out Into the Rain (You're Going to Melt) | 1967           | #18                | -                |
| Museum                                            | 1967           | #37                | -                |
| I Can't Take Or Leave Your Loving                 | 1968           | #22                | #11              |
| Sleepy Joe                                        | 1968           | #61                | #12              |
| Sunshine Girl                                     | 1968           | -                  | #8               |
| Something's Happening                             | 1968           | -                  | #6               |
| My Sentimental Friend                             | 1969           | -                  | #2               |
| Here Comes the Star                               | 1969           | -                  | #33              |
| Years May Come, Years May Go                      | 1970           | -                  | #7               |
| Bet Yer Life I Do                                 | 1970           | -                  | #22              |
| Lady Barbara                                      | 1970           | -                  | #13              |

### Albums
- 1965 — Introducing Herman's Hermits
- 1965 — Their Second Album! Herman's Hermits On Tour
- 1965 — Herman's Hermits
- 1965 — British Go Go
- 1966 — Hold On!
- 1966 — Both Sides of Herman's Hermits
- 1966 — Again
- 1966 — Lucky 13
- 1967 — There's a Kind of Hush All Over The World
- 1967 — Blaze
- 1967 — X15
- 1996 — No Milk Today
- 1997 — Greatest Hits
- 1997 — I'm Into Something Good
- 2000 — Greatest Hits Live
- 2001 — Mrs. Brown, You've Got a Lovely Daughter

## Filmographie
- 1965 — Pop Gear
- 1965 — When the Boys Meet the Girls
- 1966 — Hold On!
- 1968 — Mrs. Brown, You've Got a Lovely Daughter